# بيتر يوهانسون (لاعب كرة قدم)
بيتر يوهانسون (بالدنماركية: Peter Johansson)‏ هو لاعب كرة قدم دنماركي، ولد في 12 أغسطس 1948. شارك مع منتخب الدنمارك لكرة القدم.